# Scolesa rubescens
Scolesa rubescens är en fjärilsart som beskrevs av Jean Baptiste Boisduval 1871/72. Scolesa rubescens ingår i släktet Scolesa och familjen påfågelsspinnare. Inga underarter finns listade.